# Matteo Vitaioli
Matteo Giampaolo Vitaioli (San Marino, 27 de octubre de 1989) es un jugador sanmarinense de fútbol que juega de delantero en la S. P. La Fiorita.

## Carrera
Vitaioli ha representado a dos clubes de manera permanente: San Marino Calcio y Tre Fiori, y ha jugado para tres equipos en préstamo: Empoli (aunque no hizo una aparición en la liga individual), ASD Cagliese y Montecchio Real.
Él era considerado como uno de los talentos jóvenes más prometedores en el equipo de San Marino, a menudo considerado como un miembro clave del equipo. Ha jugado trece partidos con su selección hasta la fecha. En el partido ante la selección de fútbol de Lituania el 8 de septiembre de 2015 en Vilna, marcó un gol de tiro libre. La selección de fútbol de San Marino no marcaba un gol en calidad de visitante desde hacía 14 años, desde que Nicola Albani marcó el 1-1 en Letonia.
Hasta el 3 de septiembre de 2010, en las ligas nacionales, Vitaioli ha anotado 44 goles en 90 partidos, un récord impresionante. Sin embargo, la mayoría de estos se han anotado para los clubes de San Marino, sobre todo para San Marino Calcio, donde cuenta con 21 goles en 26 partidos de liga con su nombre a través de tres períodos diferentes en el club.
Lleva la camiseta número 11 de su club y de su seleccionado nacional.